# Grapefruit (band)
Grapefruit is een voormalige Britse band van eind jaren zestig, bijeengebracht door Terry Doran van Apple Publishing, een muziekuitgeverij opgericht door en eigendom van The Beatles. Hun muziekstijl was een typische mix van rock uit de late jaren 1960, die ze vaak versmolten met psychedelische effecten zoals phasers en vocoders, of klassieke arrangementen..

## Bezetting
- George Alexander Young (de broer van George, Angus en Malcolm Young (AC/DC)) (bas, zang)
- John Perry (leadgitaar, zang)
- Pete Swettenham (slaggitaar, zang)
- Geoff Swettenham (drums)

De band werd opgericht in 1967 in de omgeving van de muziekuitgeverij Apple Music Publishing, nadat Terry Doran, die wederom was bevriend met Brian Epstein en The Beatles, John Perry had geïntroduceerd bij Alexander en sindsdien hun bandmanager werd. Het idee voor de bandnaam Grapefruit was afkomstig van John Lennon.

## Geschiedenis
In de zomer van 1967 tekende Doran, een oude vriend van Brian Epstein en de nieuwe directeur van Apple Publishing, de in Schotland geboren zanger en basgitarist George Alexander, geboren als Alexander Young, de oudere broer van gitarist/songwriter George Young van The Easybeats (en ook van Malcolm en Angus Young, beide stichtende leden van de Australische hardrockband AC/DC), een uitgeverscontract. Alexander Young had ervoor gekozen om in Groot-Brittannië te blijven toen de rest van de Youngs naar Australië emigreerde en had eerder gespeeld met The Bobby Patrick Six, met wie hij halverwege de jaren 1960 door Duitsland toerde. In november 1967 bood John Perry, een voormalig lid van Tony Rivers & the Castaways, enkele van zijn liedjes voor Doran aan bij Apple Publishing. Doran verwierp de nummers, maar stelde voor om Perry en zijn bandleden Geoff Swettenham en Pete Swettenham met Alexander te combineren om een nieuwe band te vormen. De band werd Grapefruit genoemd door John Lennon naar een boek geschreven door zijn toekomstige vrouw Yoko Ono dat ook Grapefruit heette. Doran werd hun manager en zag enig commercieel potentieel in hen.
Apple heeft de muziekuitgeversrechten van Grapefruit voor de Verenigde Staten prompt in licentie gegeven aan het nieuwe publicatie- en opnamelabel Equinox, dat werd opgericht door Terry Melcher. Omdat Apple destijds geen eigen platenlabel had, regelde Doran dat de platen van de band in licentie werden gegeven aan RCA Records in het Verenigd Koninkrijk en aan Equinox in de Verenigde Staten. Ze waren de tweede band die bij Apple Publishing was gecontracteerd, na de band Focal Point uit Liverpool, die in september 1967 door Doran werd gecontracteerd. Bovendien bleven The Beatles geïnteresseerd in Grapefruit, waarbij John Lennon de band in januari 1968 aan de media voorstelde en John Perry uitnodigde om mee te werken aan de opname van de hit single Hey Jude. Naast Lennon woonden Paul McCartney en Ringo Starr van The Beatles, Brian Jones van The Rolling Stones, Donovan en Cilla Black de perspresentatie bij en werden ze gefotografeerd met de band. Jimi Hendrix en Sajid Khan waren naar verluidt ook aanwezig.
Toen Melcher naar het Verenigd Koninkrijk kwam om de uitgeversovereenkomst met Apple te ondertekenen, werd hij overgehaald om Grapefruits inaugurele single Dear Delilah te produceren, die in het voorjaar van 1968 piekte op nummer 21 in de UK Singles Chart. In januari 1968 namen Lennon en McCartney de band mee de studio in om het nummer Lullaby op te nemen (ook bekend als Lullaby for a Lazy Day en oorspronkelijk genaamd Circus Sgt. Pepper). Toen RCA echter om de vervolgsingle vroeg, werd de opname (die was gemaakt in de Advision Sound Studios in Londen) niet overgedragen, aangezien Lennon en McCartney in India waren en diende Grapefruit in plaats daarvan de nummers Elevator en Yes in, die een dubbelzijdige a-single werd, maar zich niet in de hitlijst plaatste. Voor een derde single diende Grapefruit verschillende andere nieuwe nummers in en een cover van C'mon Marianne van The Four Seasons werd geremixt (op verzoek van RCA) door Derek Lawrence en bereikte nummer 35.
Voordat de volgende single kon worden uitgebracht, liet RCA de band in het Verenigd Koninkrijk vallen en het nieuwe hoofd Mike O'Connor van Apple Publishing ontsloeg de band van zijn Apple-contracten (behalve het oorspronkelijke publicatiecontract met George Alexander) en Terry Doran (die nog steeds de leiding had over Grapefruit) contracteerde de band rechtstreeks bij Equinox. Terry Melcher hervatte toen de productie van Grapefruit, inclusief het opnieuw mixen of opnieuw opnemen van eerdere nummers (waarvoor Apple bereid was de banden te leveren), maar de Lennon-McCartney-versie van Lullaby werd nog steeds niet uitgebracht.
In december 1968 onderging de band een kleine bezettingswisseling. John Perry stapte over op bas, terwijl George Alexander overstapte op gitaar. Ze voegden ook Mick Fowler op keyboards toe en brachten de vierde single Someday Soon uit, die ook niet in de hitlijsten kwam. Grapefruit bracht vervolgens de twee albums Around Grapefruit (1968) en Deep Water (1969) uit met beperkt succes, terwijl hun single Deep Water de Duitse Top 20 betrad met een piek op nummer 19. Grapefruit ontbond eind 1969, hoewel Pete Swettenham de band eerder in het jaar had verlaten en werd vervangen door Bob Wale op het tweede album. Tegen het einde van hun carrière, na het nieuwe materiaal dat door Alexander werd geschreven (met enkele toevoegingen door Wale), ging Grapefruit over van melodieuze pop naar meer een op rock gebaseerd geluid, softrock genoemd in een paginagrote Billboard-advertentie voor hun tweede album Deep Water.
Na de breuk bleef Alexander het meest zichtbaar. Alexander bundelde de krachten met zijn broer George Young en zijn songwritingpartner Harry Vanda van The Easybeats en in 1970 namen ze op voor het label Young Blood als Paintbox en Tramp. Alexander nam ook deel aan sessies voor de Marcus Hook Roll Band van Vanda en Young. In 1971 bliezen ze de naam Grapefruit nieuw leven in en gaven ze Universal Party/Sha Sha uit, maar de single was een eenmalige publicatie zonder opvolger.
In 2016 werd de 20-nummers tellende compilatie Yesterday's Sunshine uitgebracht door RPM Records van alle opnamen van Grapefruit voor Apple vóór november 1968. Deze compilatie (met 18 nummers geschreven door Alexander, 1 door Perry, plus de cover C'Mon Marianne) was de eerste die de oorspronkelijke versie van Lullaby bevatte die werd geproduceerd door Lennon en McCartney, zoals de versie uitgebracht op Around Grapefruit was een latere, door de band geproduceerde versie die was geremixt door Melcher, die ook een orkestarrangement had toegevoegd.

## Discografie

### Singles
RCA Records
- 1968: Dear Delilah / The Dead Boot
- 1968: Yes / Elevator
- 1968: C'mon Marianne / Ain't It Good
- 1969: Deep Water / Come Down to the Station
- 1969: Thunder and Lightning / Blues in Your Head
- 1970: Lady Godiva (Come Home) / Thunder and Lightning

Stateside Records
- 1968: Someday Soon / Theme for Twiggy
- 1969: Round Going Round / This Little Man

Deram Records
- 1971: Sha-Sha / Universal Party

### Albums
- 2005: Around Grapefruit
- 2005: Deep Water
- 2007: Around the BBC

### NPO Radio 2 Top 2000
| Nummer met noteringen in de NPO Radio 2 Top 2000 | '99  | '00  | '01-'02 | '03  |
| ------------------------------------------------ | ---- | ---- | ------- | ---- |
| Deep Water                                       | 1759 | 1765 | -       | 1919 |

1. ↑  Een '-' betekent dat het nummer niet was genoteerd en een vetgedrukt getal geeft de hoogste notering aan.
2. ↑  Deze tabel is bijgewerkt tot en met de laatste editie (2024).